# 안동중학교 축구부
안동중학교 축구부는 경상북도 안동시에 위치한 안동중학교의 축구부이다. 안동중학교가 운영하는 축구부로 1983년에 창단 하였다.

## 같이 보기
- 안동중학교

## 참고 자료
- 안동중학교 축구부 연혁 보관됨 2023-06-04 - 웨이백 머신